# Кейсі Калверт
Сара Голдбергер (англ. Sarah Goldberger; 17 березня 1990 , Балтимор, Мериленд, США ), відома як Кейсі Калверт — американська порноакторка, порнопродюсерка, колумністка, еротична модель.

## Життєпис
Виросла у консервативній єврейській родині. До проходження бат-міцви щосуботи відвідувала синагогу, проте пізніше її сім'я перейшла в реформістський юдаїзм і вони стали ходити в синагогу тільки у свята. У 2012 році вона з великою хвалою закінчила Флоридський університет, здобувши ступінь бакалавра наук з виробництва фільмів. Серед її додаткових курсів були зоологія й антропологія.
Одружена з режисером Елі Кроссом. Називає себе феміністкою.

### Порноіндустрія
Почала працювати фетиш-моделлю та натурницею під час навчання на третьому курсі коледжу. 
Псевдонім обрала на честь професора Клея Калверта, який викладав їй право ЗМІ на другому курсі університету і під час занять пояснив, що порнографія не є незаконною. Ім'я Кейсі взяла на честь ініціалів знаменитості KC, якою захоплювалась у дитинстві, проте не уточнила, хто це. 
В порноіндустрію потрапила 5 листопада 2012 року. 
Була акторкою, сценаристкою та кастинг-директоркою у фільмі «Чисте табу» компанії Pure Taboo, «Старлетка: Історія Кейсі Калверт». Еріка Люст найняла Калверт режисеркою художнього серіалу «Первинність».

### Поза порноіндустрією
Намагалася увійти до непорнографічного кінематографу й стати моделлю, але потенційні роботодавці відмовляли через її участь у порнографії. На пробах її впізнавали, навіть якщо вона представлялася справжнім ім'ям.
У 2015 році на екрани вийшов короткометражний фільм «Ковбої та двигуни» (англ. Cowboys and Engines) у жанрі стімпанк, продюсеркою якого стала Сара Голдбергер.

## Нагороди та номінації
| Рік  | Премія | Категорія                                   | Фільм | Результат |
| ---- | ------ | ------------------------------------------- | --- | --------- |
| 2014 | AVN    | Найкраща сцена групового лесбійського сексу | Babysit My Ass 2 (разом із Сарою Шевон та Габріеллою Палтровою)                                                           | Номінація |
| 2014 | AVN    | Best Boy/Girl Sex Scene                     | Dark Perversions 2 (разом із Раяном Медісоном)                                                                            | Номінація |
| 2014 | AVN    | Best Girl/Girl Sex Scene                    | Teach Me 3 (разом з Індією Саммер)                                                                                        | Номінація |
| 2014 | AVN    | Найкраща нова старлетка                     | Н/Д | Номінація |
| 2014 | AVN    | Найкраща сцена мастурбації                  | Bound by Desire: A Leap of Faith                                                                                          | Номінація |
| 2014 | AVN    | Найкраща сцена жорсткого сексу              | Babysit My Ass 2 (сцена: «The Purple Rose of Colon») (разом із Сарою Шевон та Габріеллою Палтровою)                       | Номінація |
| 2014 | AVN    | Найкраща сцена жорсткого сексу              | Homecoming (сцена: «Hedwig and the Anal Itch») (разом із Ральфом Лонгом)                                                  | Номінація |
| 2014 | XBIZ   | Найкраща сцена—Feature Movie                | Homecoming (разом із Ральфом Лонгом)                                                                                      | Номінація |
| 2014 | XRCO   | Нова старлетка                              | Н/Д | Номінація |
| 2015 | AVN    | Найкраща сцена лесбійського сексу           | Dirty Panties 2 (разом із Джадою Стівенс)                                                                                 | Номінація |
| 2015 | AVN    | Найкраща сцена групового сексу              | Nymphos (разом із Мішею Брукс, Джуелз Вентурою, Ксандером Корвусом, Томмі Пістолом та Майклом Вегасом)                    | Номінація |
| 2015 | AVN    | Найкраща сцена сексу від першої особи       | POV Pervert 17 (разом з Томом Вон Свайном)                                                                                | Номінація |
| 2015 | AVN    | Найкраща сцена тріолізму — Ж/Ж/Ч            | Anal Inferno 3 (разом з Адріанною Луною та Майком Адріано)                                                                | Номінація |
| 2015 | XBIZ   | Найкраща акторка—Couples-Themed Release     | Proud Parents | Номінація |
| 2015 | XBIZ   | Найкраща сцена-Feature Release              | James Deen's 7 Sins (разом з Даною Деармонд, Фенікс Марі та Джеймсом Діном)                                               | Номінація |
| 2015 | XRCO   | Unsung Siren                                | Н/Д | Перемога  |
| 2016 | AVN    | Найкраща сцена подвійного проникнення       | Analized (з Джеймсом Діном та Еріком Еверхардом)                                                                          | Номінація |
| 2016 | AVN    | Найкраща сцена лесбійського сексу           | Sisterly Love 2 (з Шайлою Дженнінгс)                                                                                      | Номінація |
| 2016 | XBIZ   | Найкраща акторка—All-Girl Release           | Girlfriends | Номінація |
| 2016 | XBIZ   | Найкраща сцена сексу—Vignette Release       | My Hotwife Blindfolded (з Тоні Рібасом)                                                                                   | Номінація |
| 2016 | XBIZ   | Виконавиця року                             | Н/Д | Номінація |
| 2016 | XRCO   | Unsung Siren                                | Н/Д | Номінація |
| 2017 | AVN    | Найкраща сцена групового сексу              | Orgy Masters 8 (з Кейшею Грей, Кетрін Джейд, Джо Джо Кісс, Голді Раш, Лексінгтоном Стілом, Принцем Яшуа та Ріко Стронгом) | Перемога  |